# Sven Wittfot
Sven Wittfot (* 27. November 1974 in Lübeck) ist ein ehemaliger deutscher Fußballspieler. In der höchsten Spielklasse des deutschen Fußballs, der Bundesliga, spielte er für den Hamburger SV.

## Sportliche Laufbahn
Wittfot begann das Fußballspiel beim kleinen Lübecker Verein ESV Hansa, bevor er zum 1. FC Phönix Lübeck wechselte. Dort spielte er in einer erfolgreichen Jugendmannschaft, die unter anderem 1991 Schleswig-Holsteinischer Landesmeister der B-Junioren wurde und an der Deutschen Meisterschaft teilnahm. In der Zeit wurde er auch in den erweiterten Kader der Juniorennationalmannschaften des DFB berufen.
Im Jahr darauf schaffte er als A-Jugendlicher mit seiner Mannschaft den Aufstieg in die damalige Oberliga Nord für A-Junioren und wechselte zum Hamburger SV. Er galt als hoffnungsvolles Talent. Im Anschluss daran gehörte Wittfot ab 1993 zunächst zum Kader der HSV-Amateure, spielte dort zunächst in der drittklassigen Amateur-Oberliga und dann in der ebenfalls drittklassigen Regionalliga und wurde zum Mannschaftsführer gewählt. 
Dank konstanter Leistungen erhielt Wittfot einen Profivertrag, konnte sich aber nicht durchsetzen. Er absolvierte 1996/97 unter Interimstrainer Ralf Schehr lediglich zwei Bundesligaspiele und wechselte über den VfB Lübeck zum FC Schönberg 95 in den Amateurfußball zurück.

## Weiterer Werdegang
Nach dem Ende seiner Spielerzeit wurde Wittfot sportlicher Leiter des FC Schönberg 95. Im Januar 2018 wurde Wittfot beim selben Verein zusätzlich ins Amt des stellvertretenden Vorsitzenden gewählt.